# Kinnarodden
El cap Nordkinn, també cridat pel seu nom en noruec, Kinnarodden, és el punt de territori continental més septentrional de Noruega i, per tant, de tota l'Europa continental. Està situat en la península Nordkinn, a uns vint quilòmetres del poble de Mehamn, entre els termes municipals de Lebesby i Gamvik, a la província de Finnmark.
Amb una latitud de 71° 08′ 02″ Nord, es troba a un parell de minuts al sud de Knivskjelodden i de cap Nord, els punts més septentrionals d'Europa si no es tenen en compte illes llunyanes com les de l'arxipèlag Svalbard, també pertanyent a Noruega. Tots dos llocs es troben a l'illa de Magerøya i no són, conseqüentment, territori continental. La distància entre Kinnarodden i el Pol Nord és de 2.106,6 km, uns 6 km més lluny del que està el cap Nord. Kinnarodden està situat a uns 70 km a l'est de cap Nord.
En un clar contrast amb el cap Nord, que compta amb instal·lacions turístiques per als seus 200.000 visitants anuals aproximadament, el cap Nordkinn és més aviat un lloc solitari que només es pot visitar caminant per un sender d'uns 23 km que parteix de Mehamn, la qual cosa suposa un dia de camí per a arribar allí. A més, el terreny no és el més adequat per al senderisme i poden necessitar-se més de dos dies per a la visita. No obstant això, també es pot assolir Kinnarodden per via marítima. Pot ser vist des dels Hurtigruten que recorren la costa de Noruega i també s'ofereixen excursions amb vaixell de les que és possible informar-se en l'oficina de turisme de Gamvik.